# Хайнрих II фон Хилдрицхаузен
Хайнрих II фон Хилдрицхаузен (на немски: Heinrich II von Hildrizhausen; † 1087/сл.1089) е граф на Хилдрицхаузен, и чрез женитба маркграф и граф в баварския Нордгау.

## Биография
Той е син на граф Хайнрих фон Хилдрицхаузен († 7 август 1078 в битката при Мелрихщат), внук на граф Хуго от Креенек/Крегинецка († сл. 1037) и правнук на граф Хуго от Глехунтра († сл. 1007). Брат е на граф Хуго фон Креенек († сл. 1092).
Той е от швабския благороднически род фон Хилдрицхаузен, който дава името на Хилдрицхаузен близо до Бьоблинген в Баден-Вюртемберг. Замъкът Хилдрицхаузен и земите му са наследени първо от фамилията на вестфалските графове на Капенберг чрез дъщеря му Беатрикс фон Хилдрицхаузен († 1115/1122), омъжена за граф Готфрид I фон Капенберг († убит в битка 1106). Херцог Фридрих II от Швабия купува замъка ок. 1122/24 г. за 500 сребърни марки. Около 1145 г. пфалцграфовете фон Тюбинген получават бившата собственост на графовете фон Хилдрицхаузен. През 1165 г. замъкът е разрушен от Велф VII по време на Тюбингския конфликт (1164 – 1166) с пфалцграф Хуго II фон Тюбинген.
Хайнрих II фон Хилдрицхаузен е баща на Еберхард I фон Хилдрицхаузен, княжески епископ на Айхщет († 6 януари 1112), и дядо на граф Свети Готфрид фон Капенберг († 13 януари 1127).

## Фамилия
Хайнрих II фон Хилдрицхаузен се жени за Беатрикс Швабска фон Швайнфурт (* 1040; † сл. 5 февруари 1100/1104), наследничка на Швайнфурт, дъщеря на Ото III фон Швайнфурт Мъдрия († 1057), маркграф на Нордгау, херцог на Швабия, и Ирмингард (Имила) от Торино († 1077/1078) от род Ардуини. Те имат децата:
- Беатрикс фон Хилдрицхаузен († 1115/1122), омъжена I. за граф Готфрид I фон Капенберг, фогт на Верден († убит в битка 1106), II. за граф Хайнрих I фон Верл-Ритберг († 1116 в битката при Велфесхолц)
- Ото фон Швайнфурт (* 1075; † сл. 1100), маркграф на Швайнфурт, монах
- Еберхард I фон Хилдрицхаузен († 6 януари 1112, Кведлинбург), княжески епископ на Айхщет 1099 – 1112
- Конрад фон Швайнфурт († 1104), маркграф на Швайнфурт